# جی فولتن
جی فولتن (انگلیسی: Jay Fulton؛ زادهٔ ۴ آوریل ۱۹۹۴) بازیکن فوتبال اهل بریتانیا است.
از باشگاه‌هایی که در آن بازی کرده‌است می‌توان به باشگاه فوتبال اولدهام اتلتیک، باشگاه فوتبال سوانزی سیتی، باشگاه فوتبال ویگان اتلتیک، و باشگاه فوتبال فالکیرک اشاره کرد.
وی همچنین در تیم‌های ملی فوتبال Scotland national under-18 football team, Scotland national under-19 football team، و زیر ۲۱ سال اسکاتلند بازی کرده‌است.